# 청라국제도시 신교통
청라국제도시 신교통(靑羅國際都市新交通)은 인천광역시의 청라국제도시에서 운행되는 BRT(Bus Rapid Transit, 간선급행버스)와 GRT(Guided Rapid Transit, 유도고속차량)를 통틀어 이르는 이름이다. 청라-강서 BRT는 중앙버스전용차로에 광역버스가 운행하여 청라국제도시와 서울특별시 강서구를 잇고 있으며, 청라 GRT는 청라국제도시 시내 교통으로 유도고속차량의 본격 도입 이전까지 바이모달 트램과 CNG 저상버스를 도입하여 청라국제도시역과 가정역을 연결 운행한다.

## 운행 노선
| 노선 번호 | 운행업체     | 운행구간       | 운행구간 | 운행구간 | 경유지                                                                                               | 배차 간격 (분) | 비고                                              |
| --------- | ------------ | -------------- | -------- | -------- | --- | -------------- | ------------------------------------------------- |
| 701 GRT   | 인천교통공사 | 청라국제도시역 | ↔        | 가정역   | 베어즈베스트골프장, 비즈니스센터, 한국가스공사, 해원초교, 청라국제업무단, 청라중앙호수공원, 초은고교 | 10~20          | 2018년 2월 5일 신설 청중로 경유                   |
| 702 GRT   | 인천교통공사 | 청라국제도시역 | ↔        | 가정역   | 베어즈베스트골프장, 비즈니스센터, 경명초교, 청람초교, 청라초교                                       | 10~20          | 2018년 2월 5일 신설 경제로 경유                   |
| 7700 BRT  | 인천교통공사 | 청라국제도시   | ↔        | 화곡역   | 청라국제업무단지, 루원시티, 작전역, 계양체육관, 오정휴먼시아, 원종IC                                 | 13~15          | 2013년 7월 11일 신설 2013년 10월 14일 정류소 변경 |

## 운임
| 나이                    | 청라-강서 BRT | 청라-강서 BRT | 청라 GRT  | 청라 GRT  |
| 나이                    | 현금 (원)     | 카드 (원)     | 현금 (원) | 카드 (원) |
| ----------------------- | ------------- | ------------- | --------- | --------- |
| 어른 (만 19세 이상)     | 2500          | 2200          | 1000      | 950       |
| 청소년 (만 13세 ~ 18세) | 1500          | 1200          | 700       | 600       |
| 어린이 (만 7세 ~ 12세)  | 1000          | 1000          | 400       | 350       |

## 개별 노선에 관한 정보

### 701번, 702번
이 노선은 2018년 2월 5일에 개통한 노선으로 2018년 2월 19일, 첫차 시간대가 변경되었다.

### 7700번
2005년 5월에 시범사업으로 선정된 이후, 2005년 8월 21일 수도권교통본부(당시 수도권교통조합)에서는 천호대로 구간과 더불어 인천과 서울 화곡 간을 잇는 간선급행버스체계(BRT) 구축 시범사업 계획을 발표하였다. 당시 설계비 52억 원과 공사비 209억 6600만 원이 책정되었다. 2006년 1월부터 9월까지 BRT 건설에 대한 예비타당성 조사가 이루어졌으나 2007년 말 인천시는 BRT 노선 중간에 가정뉴타운과 가정지구를 연계해 줄 것을 요청하였으며 이에 따라 개통 시기가 크게 지연되었다. 이후 수도권교통본부 측에서는 노선 변경 절차를 거쳐 2009년 11월 9일 인천시청에서 '청라~강서간 BRT 시범사업' 기본·실시설계 중간보고회를 열어 BRT 노선의 2010년 착공 계획을 발표하였다. 현재 공사가 진행 중이며 2013년 7월 11일에 1단계 구간이 개통했다.  한편 시에서는 BRT와 인천 1호선이 교차하는 작전역 일대에 대규모 복합환승센터 건립을 추진하고 있다.

## 미래
- 경기도 부천시 - 송정역 - 신방화역 구간은 2019년에 완공되었고 서울 지하철 5호선, 서울 지하철 9호선, 인천국제공항철도와 연계된다.[10]
- 한편 인천광역시는[11] 서울특별시, 경기도와 우여곡절 끝에 적자 보전 방안이 극적으로 합의에 도출 했으며[12] BRT 운행 환경을 조성하기 위해 우선신호체계 구축을 검토하고 있다. 청라 ~ 화곡 BRT 건설 및 운영에 관한 특별법 제정을 국토교통부에 건의했다.
- 인천광역시가 청라국제도시 주민의 편의를 위해 청라 지역 3곳에 정류장을 추가한 이후, 이용객 수가 증가되었고 7월 11일 개통 이후 꾸준히 증가하고 있다.[13]

## 같이 보기
- 인천광역시의 버스전용차로
- 간선급행버스체계